# Теорія автоматів
Тео́рія автома́тів — логіко-математична теорія, об'єктом дослідження якої є абстрактні автомати — покрокові перетворювачі інформації; розділ кібернетики.

## Виникнення
Виникнення й розвиток теорії автоматів пов'язані зі створенням технічних засобів автоматизації, проектуванням складних цифрових обчислювальних систем з програмним керуванням, розробкою математичних моделей процесів переробки інформації в складних динамічних системах тощо.
Як цілісна конструктивна структурна теорія теорія автоматів склалася на початку 50-х рр. XX сторіччя.

### Завдання, що вирішує теорія автоматів
Коло проблем, що розв'язуються теорією автоматів, досить широке: від проблем «геделівського типу» (повнота, розв'язність тощо) до проблем самовдосконалення, самоорганізації, самопроектування комп'ютерів включно.
У дискретній математиці, інформатиці, теорія автоматів вивчає абстрактні машини у вигляді математичних моделей, і проблеми, які вони можуть вирішувати.

## Способи задання автоматів

### Табличний спосіб
При табличному способі завдання автомат Мілі описується двома таблицями: таблицею переходів і таблицею виходів. 
Таблиця переходів
| x j \ a i | a 0          | … | a n          |
| --------- | ------------ | - | ------------ |
| x 1       | d (a 0, x 1) | … | d (a n, x 1) |
| …         | …            | … | …            |
| x m       | d (a 0, x m) | … | d (a n, x m) |

Таблиця виходів:
| x j \ a i | a 0        | … | a n        |
| --------- | ---------- | - | ---------- |
| x 1       | (a 0, x 1) | … | (a n, x 1) |
| …         | …          | … | …          |
| x m       | (a 0, x m) | … | (a n, x m) |

Рядки цих таблиць відповідають вхідним сигналам {\displaystyle \mathbf {x} (t)}, а стовпці — станам. На перетині стовпця {\displaystyle \mathbf {a} _{i}} і рядка {\displaystyle \mathbf {x} _{j}} в таблиці переходів ставиться стан a s = d [a i, x j], в які автомат перейде зі стану a i під впливом сигналу x j; а в таблиці виходів — відповідний цьому переходу вихідний сигнал y g = l [a i, x j]. Іноді автомат Мілі задають суміщеною таблицею переходів і виходів, вона в деяких випадках більш зручна. 
Суміщена таблиця переходів і виходів автомата Мілі.
| x j \ a i | \| a 0 \|                 | … | a n                       |
| --------- | ------------------------- | - | ------------------------- |
| x 1       | d (a 0, x 1) \ (a 0, x 1) | … | d (a n, x 1) \ (a n, x 1) |
| …         | …                         | … | ,..                       |
| x m       | d (a 0, x m) \ (a 0, x m) | … | d (a n, x m) \ (a n, x m) |
| a 0       |                           |   |                           |

Завдання таблиць переходів і виходів повністю описує роботу кінцевого автомата, оскільки задаються не тільки самі функції переходів і виходів, але також і всі три алфавіту: вхідний, вихідний і алфавіт станів. Так як в автоматі Мура вихідний сигнал однозначно визначається станом автомата, то для його завдання потрібно тільки одна таблиця, яка називається зазначеної таблицею переходів автомата Мура. 
Зазначена таблиця переходів автомата Мура 
| y g       | l (a 0)     | … | l (a n)     |
| --------- | ----------- | - | ----------- |
| x j \ a c | a 0         | … | a n         |
| x 1       | d (a 0, x1) | … | …           |
| x m       | d (a 0, xm) | … | d (a n, xm) |

У цій таблиці кожному стовпцю приписаний, крім стану a i, ще й вихідний сигнал y (t) = l (a (t)), що відповідає цьому стану. Таблиця переходів автомата Мура називається зазначеної тому, що кожний стаан відзначено вихідним сигналом. Приклади табличного завдання автоматів Мілі і Мура. 
Автомат Мура: 
| yg        | y 2 | y 1 | y 3 | y 3 | y 2 |
| --------- | --- | --- | --- | --- | --- |
| x j \ x j | a 0 | a 1 | a 2 | a 3 | a 4 |
| x 1       | a 2 | a 1 | a 3 | a 4 | a 2 |
| x 2       | a 3 | a 4 | a 4 | a 0 | a 1 |

Автомат Мілі:  
| x j \ a i | a 0       | a 1      | a 2      | a 3      |
| --------- | --------- | -------- | -------- | -------- |
| x 1       | a 1 / y 1 | a 2 / y3 | a 3 / y2 | a 0 / y1 |
| x 2       | a 0 / y 2 | a 0 / y1 | a 3 / y1 | a 2 / y3 |

За цими таблицями можливо знайти реакцію автомата на будь-яке вхідне слово.   

### Графічний спосіб
При графічному способі завдання автомата здійснюється за допомогою графа. Цей спосіб заснований на використанні орієнтованих зв'язкових графів. Вершини графів відповідають станам автомата, а дуги — переходам між ними. Дві вершини граф a i і a s з'єднуються дугою, спрямованої від a i до a s, якщо в автоматі є перехід з a i в a s,тобто a s = d (a i, x j). В автоматі Мілі дуга відзначається вхідним сигналом x j, що викликав перехід, і вихідним сигналом y g, який виникає при переході. Усередині кружечка, що позначає вершину графа, записується стан. 

## Синтез логіки
У синтезі логічних схем формують систему з елементарних логічних елементів (наприклад, таких, як регістри, або елементи комбінаційної логіки), еквівалентну заданому абстрактному автомату. Така система може бути названа структурним автоматом.[джерело?]
Основною сферою практичного застосування теорії автоматів є проектування цифрових електронних схем (таких, наприклад, як центральні процесори).[джерело?]
Завдяки успішному розв'язанню проблеми спряження етапів абстрактного[що це?] й структурного[що це?] синтезів, досягненням теорії надійного і блокового синтезу стало можливим викласти теорію синтезу цифрових схем як єдину[джерело?] математичну теорію.